# Éric Massin
Pour les articles homonymes, voir Massin.
Éric Massin, né le 9 juin 1963 à Charleroi, est un homme politique belge wallon, membre du PS.

## Biographie
Père de 3 enfants, Éric Massin vit avec sa compagne depuis 20 ans à Montignies-sur-Sambre dans la région de Charleroi.
Après ses études secondaires à l'Athénée Royal de Charleroi, il étudie le droit à l'ULB, devient avocat et s'inscrit au barreau de Charleroi.
Dès lors avocat de formation et de profession, il mène activement sa carrière jusque 2005. Depuis, il a arrêté de plaider à la suite de ses occupations politiques mais s’occupe toujours de l’accompagnement de certains dossiers en son cabinet à Gilly sur la région de Charleroi.

## Engagement politique
Issu d'une famille impliquée au sein du Parti Socialiste[réf. souhaitée], Éric Massin s'intéresse très tôt à la politique et notamment au travers d'une de ses premières lectures qu'est la biographie de Robespierre.
Il s’inscrit au parti à l’âge de 16 ans et milite au sein des jeunes socialistes jusqu’au début de ses études à l’université. Ensuite, c’est au sein des cercles étudiants qu’il poursuit son militantisme. De retour à Charleroi, il rejoint la Fédération JS et en devient successivement secrétaire fédéral et Président.
Éric se présente pour la première fois aux élections en tant que premier suppléant à la Chambre en 1999.
Il attendra le 18 mai 2003 pour être élu député fédéral.
Le 6 décembre 2006, il devient également conseiller communal puis Echevin de la ville de Charleroi.
En 2012, il est à nouveau élu conseiller communal, devient bourgmestre de la Ville de Charleroi jusqu'en décembre 2012 et ensuite Président du CPAS de Charleroi en janvier 2013.
Depuis 2014, il est à nouveau député fédéral et a été élu, au suffrage universel des membres, Président de la Fédération socialiste de Charleroi.
Concernant son mandat de député fédéral, Éric Massin est référant lutte contre la pauvreté pour le groupe PS en commission de la santé publique et est membre effectif des commissions des affaires sociales et de la justice.
À la suite des nombreuses commissions d'enquête parlementaire, Éric Massin est également membre effectif des commission d'enquête sur les affaires des "Panama Papers", "Optima" et premier rapporteur de la commission Kazakhgate à la Chambre des représentants.
Durant sa présidence de la Fédération, Eric Massin poursuit un objectif principal qu'est la redynamisation sur le plan du militantisme, des débats en interne et de la mobilisation sur le terrain afin d'apporter des réponses aux citoyens sur les sujets actuels.[réf. nécessaire]
Le 2 mai 2018, à la suite des réactions à ses insultes sexistes a l'encontre de Caroline Taquin, bourgmestre MR de Courcelles, il démissionne de la présidence de la fédération socialiste de Charleroi,. Le 24 juin 2020, le tribunal correctionnel de Charleroi a condamné Eric Massin à une amende de 800 euros pour ces injures. Il n'a cependant pas retenu le caractère sexiste du terme employé, point sur lequel la partie civile pourrait faire appel.

## Fonctions politiques
- Du 18 mai 2003 au 2 mai 2007, député fédéral à la Chambre des représentants de Belgique
- Du 6 décembre 2006 au 16 février 2012 échevin de la Ville de Charleroi.
- Du 16 février 2012 au 3 décembre 2012, bourgmestre de la Ville de Charleroi.
- Du 3 janvier 2013 au 22 novembre 2018, Président du CPAS de Charleroi.
- Du 5 mai 2014 au avril 2018, Député fédéral
- Depuis le 23 novembre 2018, membre du collège provincial du Hainaut chargé de l'Enseignement supérieur de Haute Ecole (y compris de promotion sociale), l'enseignement secondaire district Charleroi, le sport et particulièrement le sport adapté, et la politique générale de l'action sociale.